# 毛主席纪念堂
毛主席纪念堂位於中华人民共和国北京市天安门广场南侧、北京中轴线上，其中安放有经特殊处理保存的毛泽东的遗体。该纪念堂是1976年9月9日中国共产党中央委员会主席毛泽东逝世后建造的纪念性建筑物，由中共中央办公厅毛主席纪念堂管理局管理。原址为中华门，1958年後被拆除。1976年11月24日，毛主席纪念堂奠基。1977年9月9日举行落成典礼并对外开放。

## 历史
1976年9月9日，毛泽东逝世。1976年9月14日，中国国家计委组织中国八个省市十多家单位的设计人员集中到北京前门饭店，开始毛主席纪念堂的选址及方案设计工作。设在前门饭店的毛主席纪念堂规划设计领导小组由赵鹏飞、袁镜身、沈勃等人组成，参加设计的人员来自中国建筑科学研究院、北京市规划局、北京市建筑设计研究院、清华大学、天津大学、上海市民用建筑设计院、广东省建筑设计研究院、广州市建筑设计研究院、南京工学院、中国建筑西北设计研究院、辽宁省建筑设计研究院、黑龙江省建筑设计研究院、中国人民解放军基本建设工程兵设计院。《建筑学报》上曾经总结道：“毛主席纪念堂的设计方案，是来自八个省市的老中青设计人员共同进行的。以后由北京市建筑设计研究院等在京单位的工人、干部和技术人员组成毛主席纪念堂规划设计组，继续完成了纪念堂的综合方案设计和整个工程的全部设计工作。”北京玻璃总厂负责水晶棺盖和前后堵头的制作，上海新沪玻璃厂负责水晶棺侧板的制作，锦州一五五厂则负责水晶棺底板的制作。
1976年10月8日，《中国共产党中央委员会、中华人民共和国全国人民代表大会常务委员会、中华人民共和国国务院、中国共产党中央军事委员会关于建立伟大的领袖和导师毛泽东主席纪念堂的决定》发布。1976年10月15日，北京市建筑设计研究院成立毛主席纪念堂规划设计组，并建立临时党支部。1976年11月6日，中共中央政治局审查毛主席纪念堂方案。1976年11月9日，毛主席纪念堂工程指挥部成立，时任北京市建委副主任李瑞环出任总指挥。专门成立了国务院第九办公室（简称“九办”），统筹修建毛主席纪念堂的各项工作，国务院副总理谷牧负责九办与纪念堂建设的领导工作。原北京玻璃总厂厂长肖秧、原北京市副市长韩伯平为九办成员，一起负责毛主席纪念堂设备组的工作。

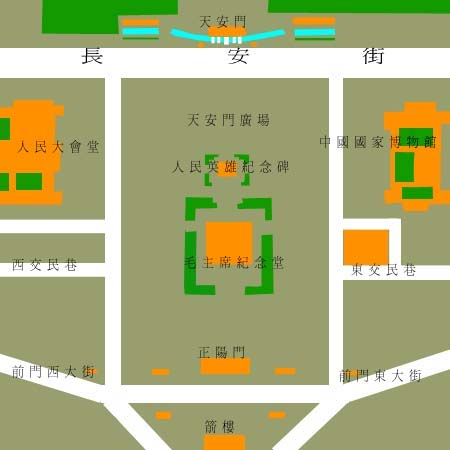
天安门广场简明地图

1976年11月24日，中共中央政治局最后审定毛主席纪念堂方案，毛主席纪念堂奠基。时任中共中央主席、国务院总理、中央军委主席华国锋参加了奠基仪式，并为纪念堂基石培土。
中央领导决定以北京玻璃总厂下属的六零五厂（厂长杨光铎）为主要场地，邀请上海、锦州、武胜等石英玻璃厂，成都二零八厂石英车间工程技术人员前往北京，进行石英玻璃大板的烧制实验。分成三个试验组分别用海南岛、江苏省东海县送来的水晶粉烧制及用四氯化硅经氢、氧焰烧制。最终把两种用石英粉烧制的工艺否定了，决定以四氯化硅为原料烧制石英玻璃。四氯化硅是北京化工二厂提供的硅石和抚顺送来的熔炼硅铁用的原料硅石，经不锈钢蒸镏塔、石英玻璃蒸镏塔粗蒸镏、精蒸镏而成，四氯化硅纯度要求达到6个9（99.9999%）以上。制成小平板后经过多次熔接做成大板。1977年6月底，新沪石英玻璃厂、吴泾砖瓦厂、锦州石英玻璃厂也做出了石英玻璃大板。光学专家王大珩、龚祖同指导消除玻璃板倒影。北京化工设备厂为主，北京仪器厂、上海齿轮厂等协作，只用了两个月的时间，就制成了中国第一台直径四米的大型真空镀膜机，镀膜后透光率从92%提高到99%。光学专家王大珩建议还要涂一层防潮憎水膜（由武汉大学化学系研发）。采用了化工部晨光化工研究院生产的硅胶用于底座粘结，中国科学院化学研究所研究的特制胶用于大板粘结。
1977年2月，毛主席纪念堂工程指挥部召开工业学大庆会议。1977年3月22日，毛主席纪念堂主体结构提前完成。1977年5月24日毛主席纪念堂建筑工程完工。1977年6月17日，毛主席纪念堂工程指挥部召开总结工作、表彰先进大会。1977年7月23日，中共十届三中全会公报发表。1977年8月18日，中国共产党第十一次全国代表大会新闻公报发表。1977年8月22日，出席中共十一大的代表瞻仰毛澤東遗容，同日发表中共十一届一中全会公报。1977年8月30日，《人民日报》、《北京日报》头版发表“毛主席纪念堂全部胜利建成”消息。1977年8月31日，南斯拉夫总统铁托赴毛主席纪念堂瞻仰毛泽东遗容。1977年9月9日，中共中央、全国人大常委会、国务院、中共中央军委在毛主席纪念堂北门广场召开“纪念伟大领袖和导师毛主席逝世一周年及毛主席纪念堂落成典礼大会”。此后，全国各省、自治区、直辖市的代表先后前来瞻仰，截至1977年9月26日达到16万人。
毛主席纪念堂每年都会接受例行设备维护和检修，时间约为十余天。自2009年以来，时间一般安排在3月1日至20日。一般维护和检修项目包括对电器设备如空调、照明设施及其他机器设备进行维护等。
1997年4月1日至12月31日，毛主席纪念堂大修，重点维修下层屋面和下檐天沟，以免造成渗漏，维修期间暂停对外开放。
2007年3月3日至9月20日，毛主席纪念堂大修，进行建筑和内部设备维修施工，施工期间暂停对外开放。
2013年7月，有关部门对毛主席纪念堂门前雕塑、屋顶和廊檐等外部结构进行局部修缮；7月14日，工人开始对毛主席纪念堂大门匾额上的“毛主席纪念堂”六个大字重新喷涂金粉。此次维修期间照常开放。
2013年6月2日至5日，毛主席纪念堂南北庭院路面施工，暂停对外开放。同年11月10日、11月12日（11月11日是周一，例行不开放），因系统软件升级，毛主席纪念堂暂停开放团队预约。
2017年3月1日至8月31日，毛主席纪念堂大修，进行建筑和内部设备维修施工，施工期间暂停对外开放。此次改造施工由中国新兴建设开发总公司承建。2017年9月1日起毛主席纪念堂正式恢复对外开放，9月2日起开放团队预约。
中共中央曾在毛主席纪念堂落成典礼（1977年）、毛泽东诞辰90周年（1983年）、100周年（1993年）、110周年（2003年）、120周年（2013年）、130周年（2023年）之际，在毛主席纪念堂举行纪念活动。
为纪念毛泽东诞辰114周年，人民网·中国共产党新闻网与毛主席纪念堂管理局联合推出“毛主席纪念堂专题网页”，2007年12月26日上午9时9分正式开通。
2024年7月27日，包括毛主席纪念堂在内的天安门广场建筑群作为「北京中轴线——中国理想都城秩序的杰作」的组成部分，入選世界遗产。

## 建筑
毛主席纪念堂南侧为正阳门城楼，北侧为人民英雄纪念碑，毛主席纪念堂与人民英雄纪念碑和正阳门城楼各相距200米。
毛主席纪念堂南北长260米，东西宽220米，占地面积57200平方米，总建筑面积33867平方米。主体建筑长宽各105.5米，高33.6米，是柱廊型正方体，坐南朝北，南北正面上方镶嵌着刻有中共中央主席、国务院总理华国锋题写的“毛主席纪念堂”六个金色大字的汉白玉匾额。外廊由44根福建黄色方形花岗岩明柱环抱，每根柱高17.5米。明柱间装饰有广州石湾花饰陶板，明柱通体采用青岛花岗岩贴面。屋顶有两层玻璃飞檐，檐间镶有葵花浮雕。基座有两层平台，台基高4米，边长105.5米；台帮全部采用四川大渡河畔的枣红色花岗岩砌成，四周环以北京房山汉白玉万年青花饰栏板。南、北门的台阶中间，各有两条汉白玉垂带，上面雕刻葵花、万年青、腊梅、青松图案。毛主席纪念堂南门外的30面红旗，代表全国当时行政区划的30个省、自治区、直辖市。

### 设施
毛主席纪念堂向群众免费開放的廳室有北大廳、瞻仰廳、南大廳，以及毛澤東、周恩來、劉少奇、朱德、鄧小平、陳雲同志革命業績紀念室和電影廳等等。
毛主席纪念堂一层开放的厅室

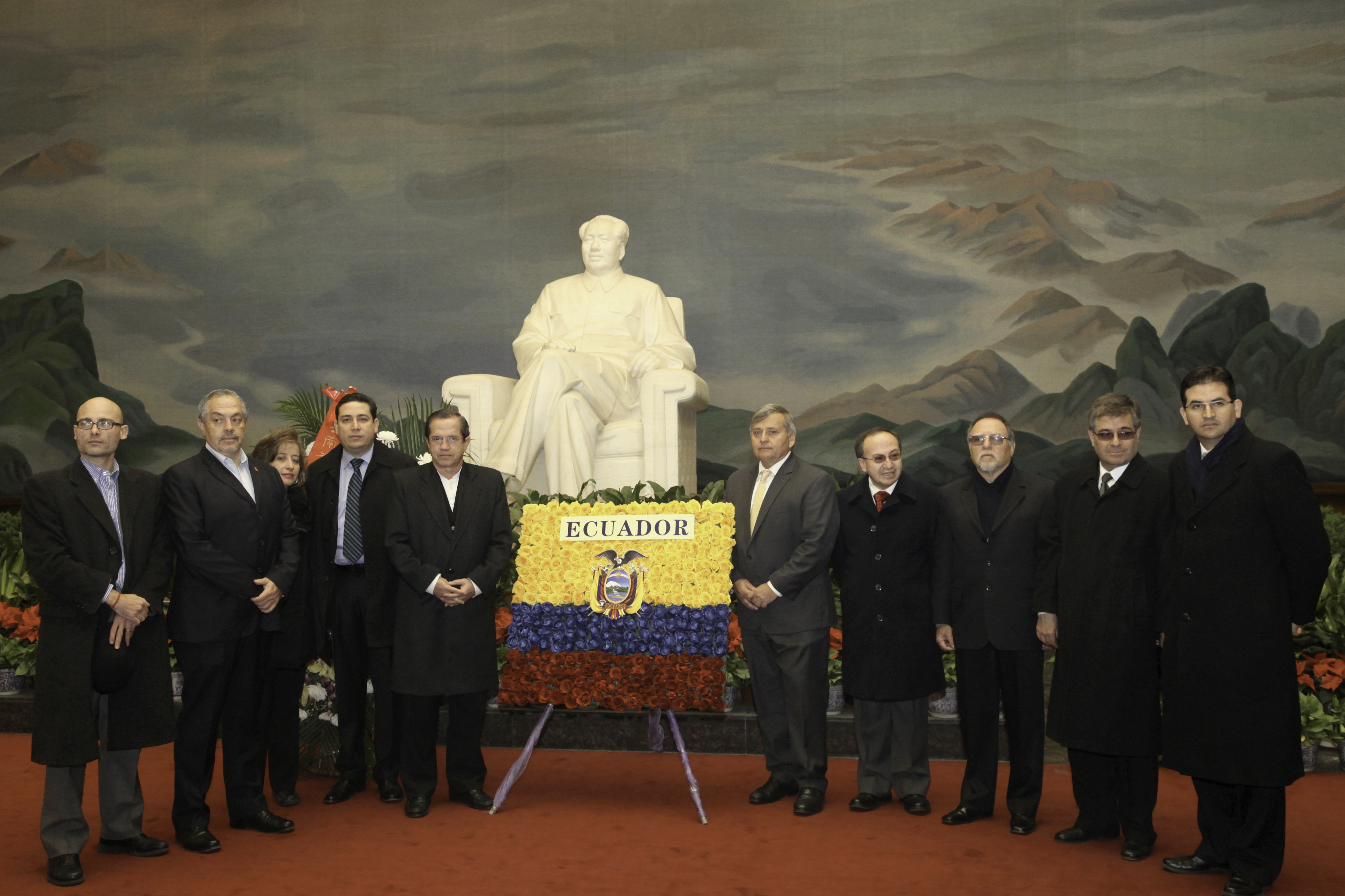
厄瓜多尔代表团在北大廳的毛澤東漢白玉坐像前献花

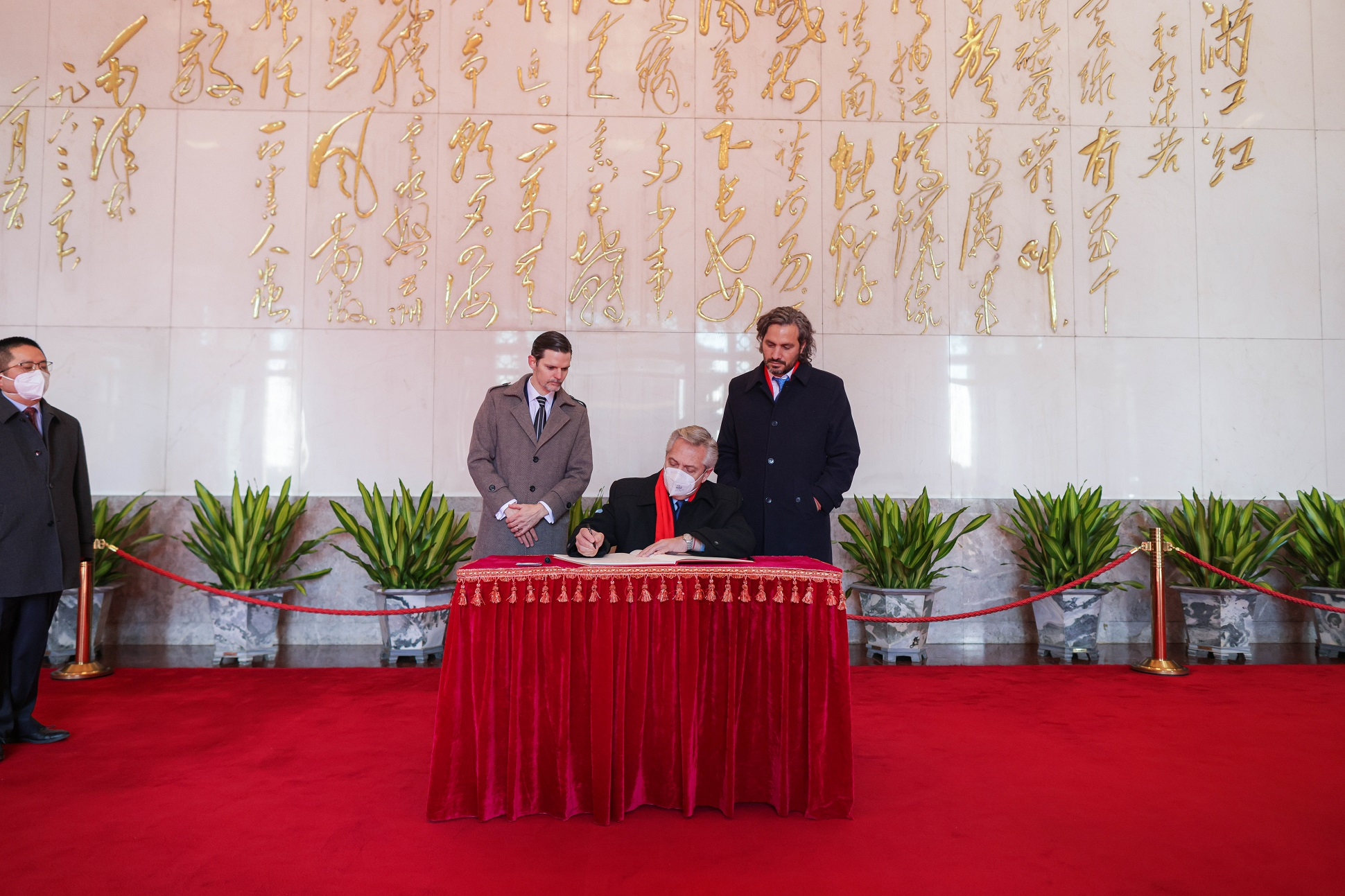
阿根廷总统阿尔韦托·费尔南德斯在南大厅

- 北大厅：北大厅是瞻仰参观入口以及举办纪念仪式的场所，可容纳700多人。北大厅正中安放着汉白玉坐像《毛泽东主席》，总高3.45米，毛泽东面含微笑，端坐在沙发上。背景是巨幅绒绣壁画《祖国大地》，高6.6米，宽23.74米，展现中国壮美的山河[1][10][11]。
- 瞻仰厅：瞻仰厅正面的汉白玉墙面上，镶着金字隶书“伟大的领袖和导师毛泽东主席永垂不朽”，为侯德昌书写[13]。在瞻仰厅正中间的水晶棺中，停放着毛泽东的遗体。四位表情嚴肅的衛兵守護著毛泽东的水晶棺。毛泽东遺体身着灰色中山装，覆盖着中国共产党党旗。水晶棺的基座采用泰山黑色花岗岩制成，棺座四周分别镶嵌着金饰中国共产党党徽、中华人民共和国国徽、中国人民解放军军徽、毛泽东生卒年份。水晶棺周围是君子兰以及玻璃栏杆。[1][10]
- 南大厅：南大厅是瞻仰参观出口。北侧白色大理石墙面上，刻有鎏金的毛泽东词《满江红·和郭沫若同志》手迹。[1][10][11]

毛主席纪念堂二层开放的厅室
- “毛泽东、周恩来、刘少奇、朱德、邓小平、陈云同志革命业绩纪念室”：1983年12月26日，经中共中央书记处决定，在毛主席纪念堂设立的“毛泽东、周恩来、刘少奇、朱德同志革命业绩纪念室”正式开放[14]。2001年，为纪念中国共产党建党80周年，经中共中央批准，又增设“邓小平、陈云同志革命业绩纪念室”，同时对1983年建成的“毛泽东、周恩来、刘少奇、朱德同志革命业绩纪念室”的陈列内容及形式作出调整及补充。这六个纪念室共陈列文物102件、图片490张、文献224件[15][1][10]。
- 电影厅：放映文献纪录片《怀念》[1]。

2012年，在毛泽东诞辰120周年前夕（2013年为毛泽东诞辰120周年），中共中央办公厅决定在毛主席纪念堂设立韶山厅、井冈山厅、遵义厅、延安厅，并在四个厅内陈列反映毛泽东革命生涯中具有重大意义的地方的山水画。其中，遵义厅主题绘画作品由贵州省承担，贵州省的张润生、乔任侠、王忠才、杜小牧、马庆中、韩亚明等6名画家为此创作了《遵义颂》、《雄关漫道》、《赤水红军渡口》、《赤水丹霞》等4幅作品，并于2012年交接给毛主席纪念堂管理局。

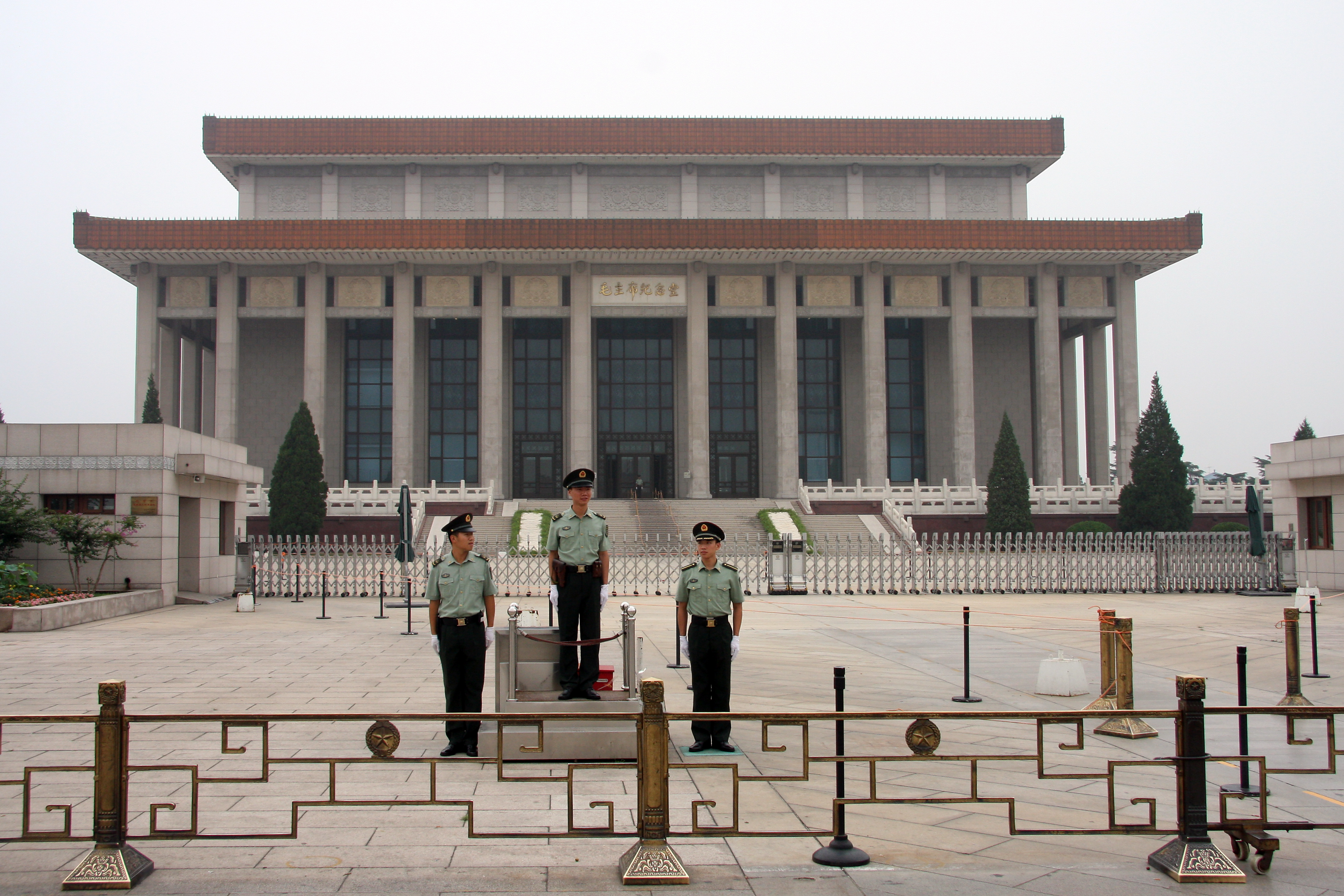
毛主席纪念堂北门（正门）
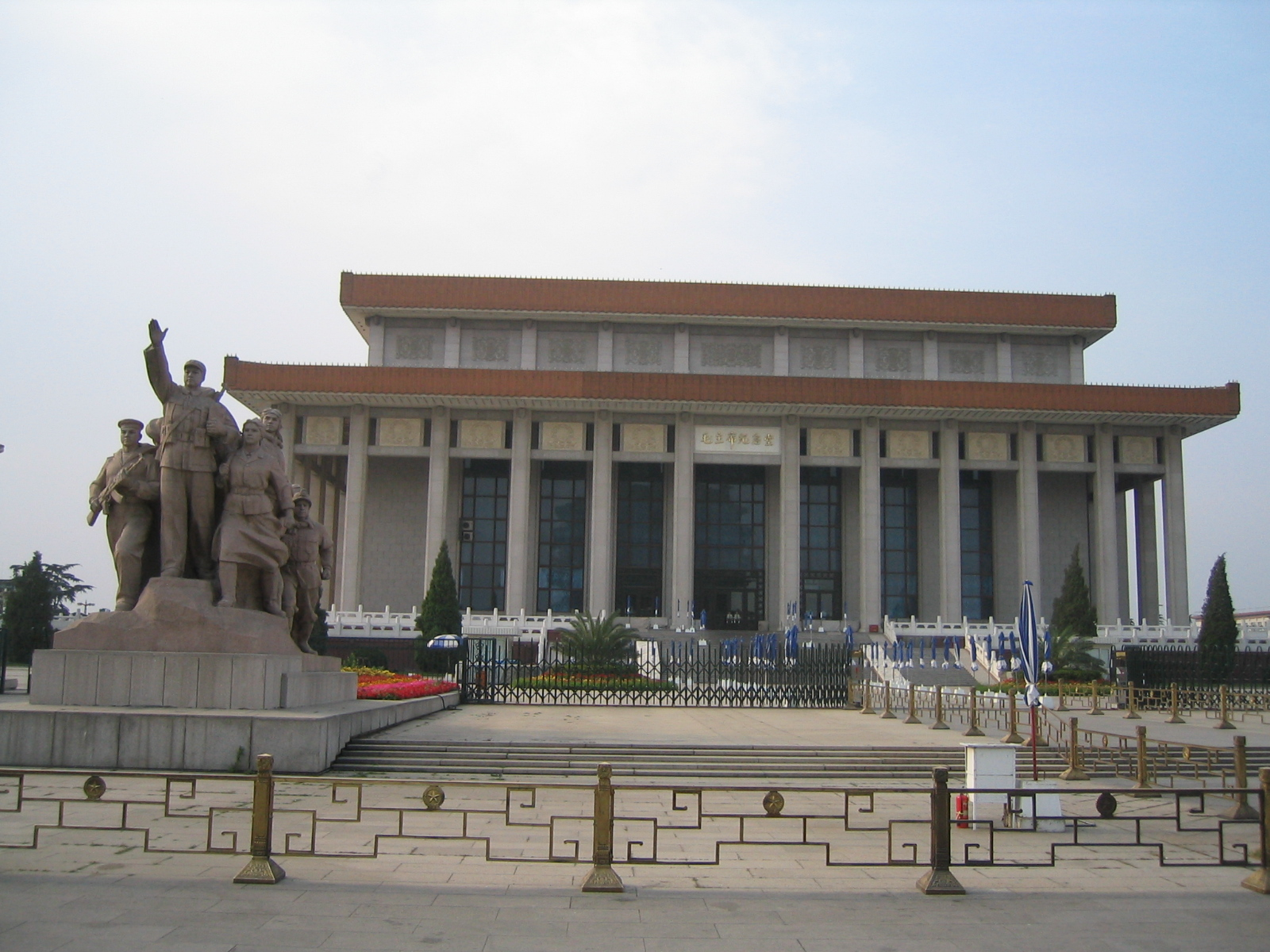
毛主席纪念堂南门（后门）
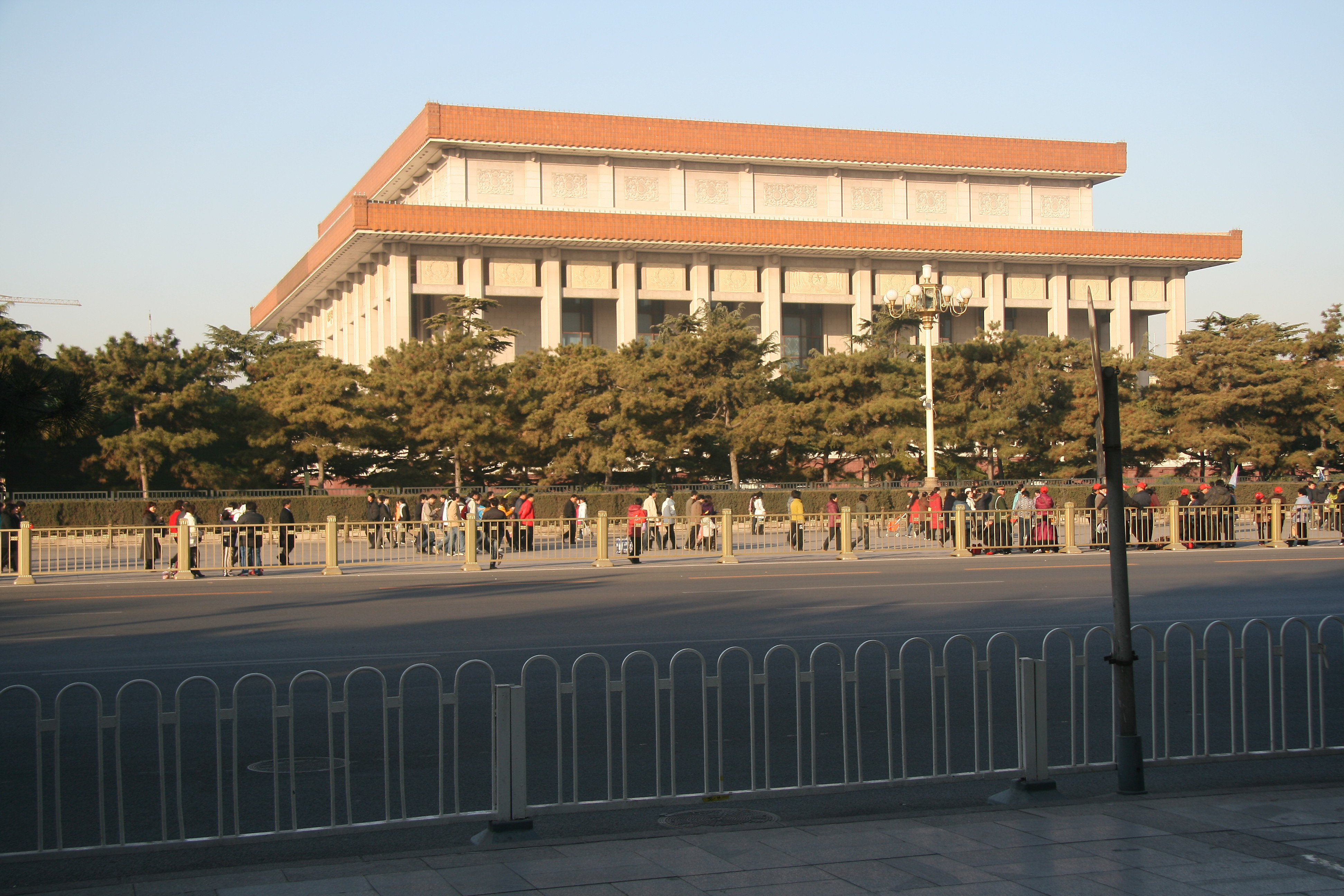
毛主席纪念堂侧面
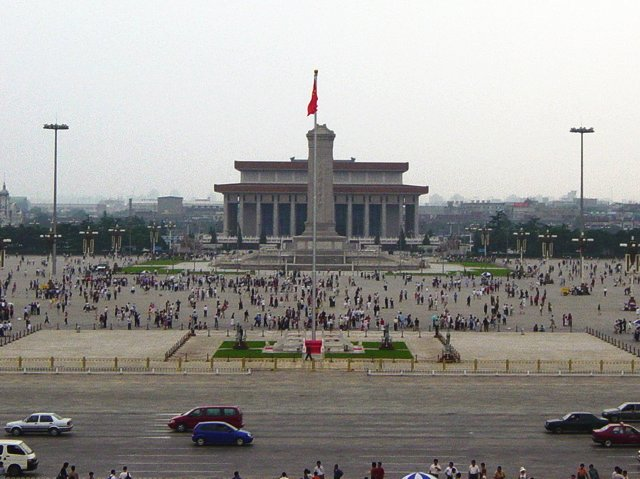
从天安门城楼远眺毛主席纪念堂和人民英雄纪念碑

## 雕塑

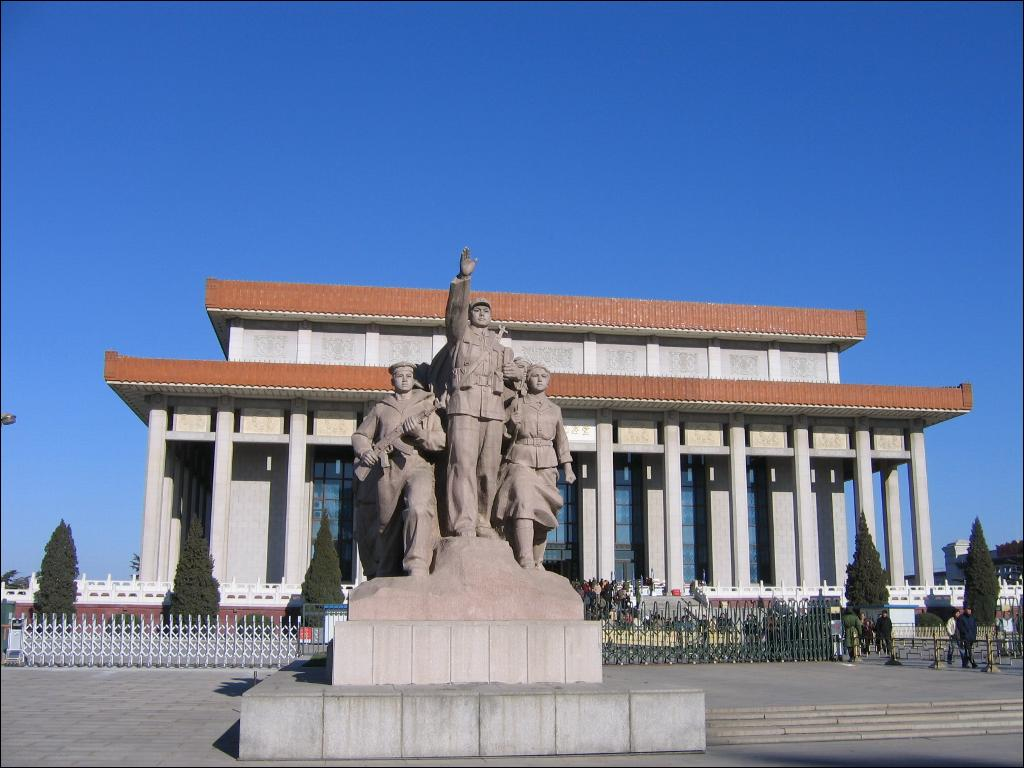
毛主席纪念堂南门西侧雕塑

毛主席纪念堂有五座雕塑。“这次创作的五座雕塑，毛主席汉白玉雕刻坐像高3.5米。北门两座群雕每座高8米、长15米，人物平均高3.5米左右。南门的两座，每座高6米、长7米，人物高3.5米左右，四座群像共60多个人物。创作时间约半年，放大制作只有2个月。参加创作的有来自全国18个省市的103位雕塑工作者，可以说是一次空前的大会战。”雕塑家田金铎、刘逢刚、叶毓山、孙家彬、盛扬、陈启南、仇志海、王维力、苏晖、仲兆乃、白澜生、曹承恩、龙德辉、马改户、郭其祥、孙纪元、陈长庚、铁恩厚等人均参加了雕塑的创作。老一辈雕塑家中，刘开渠、王朝闻担任顾问，滑田友、曾竹韶、王临乙、王合内等指导或参加制作。
其中，北大厅内有漢白玉座像《毛泽东主席》。中共中央主席华国锋、副主席叶剑英和其他中央领导亲自审稿，选定了毛主席塑像的方案。华国锋主席指示：“最主要的是要靠艺术家们把毛主席的形象塑造好，让工农兵看了满意。”中央领导指示：“台座不要太高，像不要太大，要让观众看了感到亲切。无产阶级领袖和资产阶级领袖的一个根本区别是无产阶级领袖代表人民、为人民服务，与人民群众保持密切的联系。资产阶级领袖雕像往往被做成了十分高傲，摆出一副威严的架势。表现毛主席就不能那样，要亲切、慈祥，寓伟大于亲切之中。”最后确定了采用坐像而不是立像，坐像“最后确定了毛主席还是像往常一样地在中南海，亲切慈祥地坐在沙发上这样一个构思。”整座雕像由许多石雕师傅共同雕刻完成。在创作中，坐像的方案始终有坐像交腿还是不交腿这两种方案。中央选定了交腿的方案。坐像制成后，有人认为交腿像生动、亲切，但和纪念堂庄严肃穆的氛围不够协调。中央研究讨论了这些意见，决定重塑一尊平腿坐像，以替换交腿坐像。但执行该决定很繁琐，最后邓小平拍板决定不用再更换，因此坐像仍维持交腿。
广场雕塑群像共有四座，均为泥塑，北面正门的东西两侧各有一座，南面后门的东西两侧各有一座。“前边两座雕塑应是表现丰功伟绩，后边两座表现继续革命，要使群众瞻仰时思绪万千，更加激发起革命、团结战斗的决心。”
北门东侧雕塑表现了民主革命。“表现民主革命的一组，着重体现农村包围城市、人民战争、枪杆子里面出政权的思想，主要设计了井冈星火、抗日战争、解放全中国三段主要内容。”
北门西侧雕塑表现了社会主义革命和建设。“表现社会主义革命和建设的一组，着重体现无产阶级专政条件下继续革命的思想，分走集体化道路、工业学大庆·农业学大寨、无产阶级文化大革命三段主要内容。”
南门两侧的两座雕塑表现了继承遗志、继续革命。

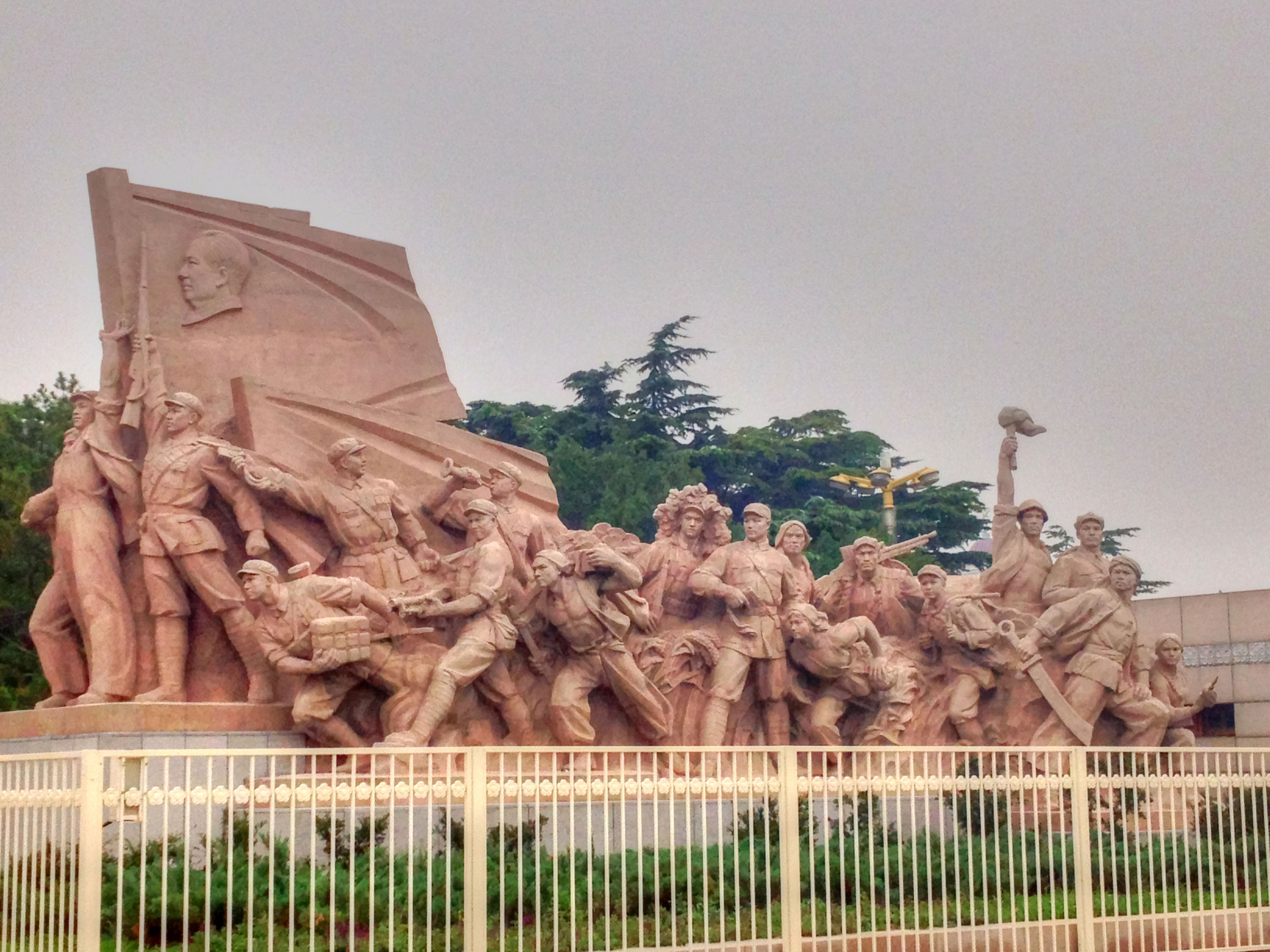
北门东侧雕塑，表现了民主革命
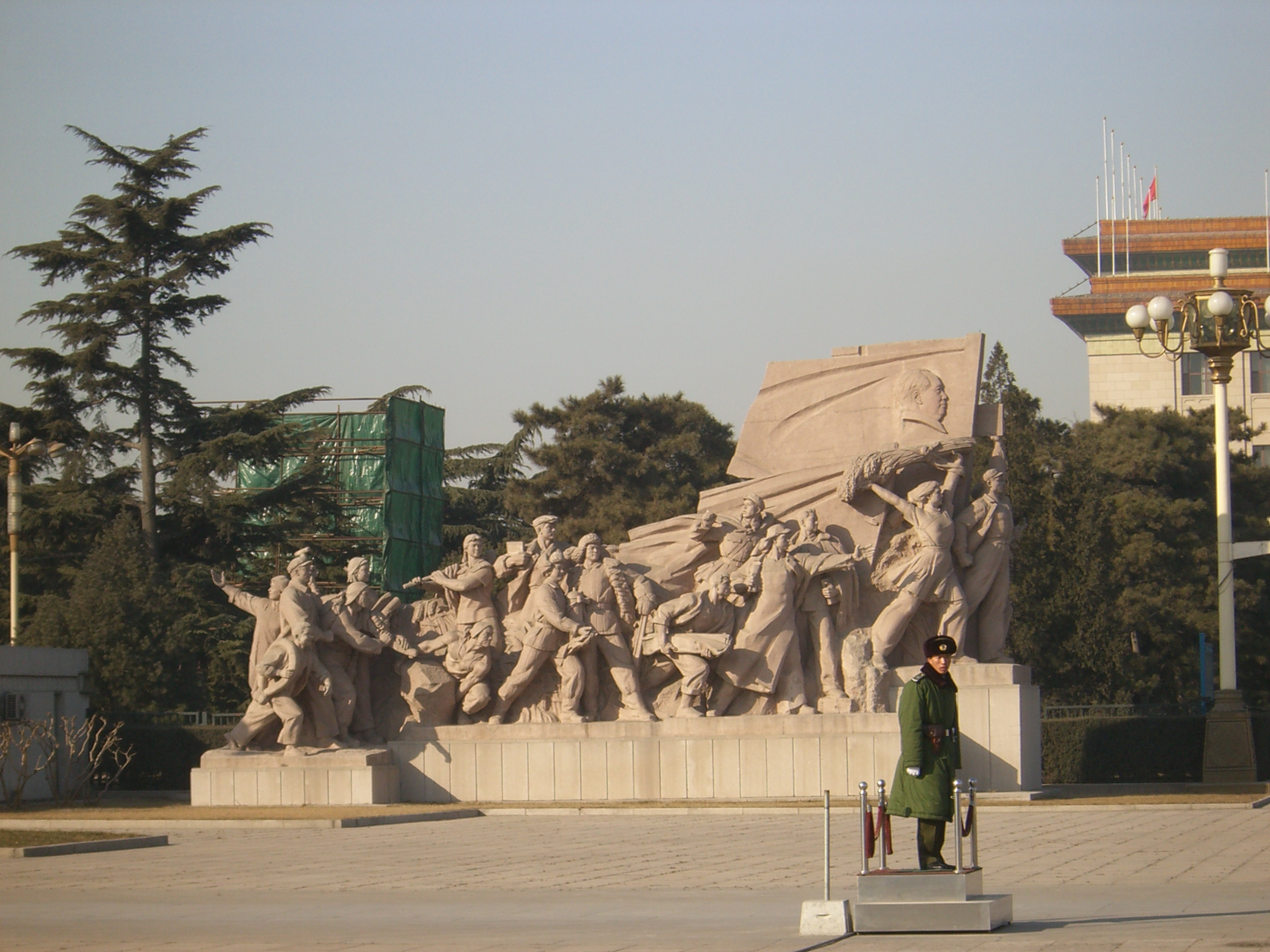
北门西侧雕塑，表现了社会主义革命和建设
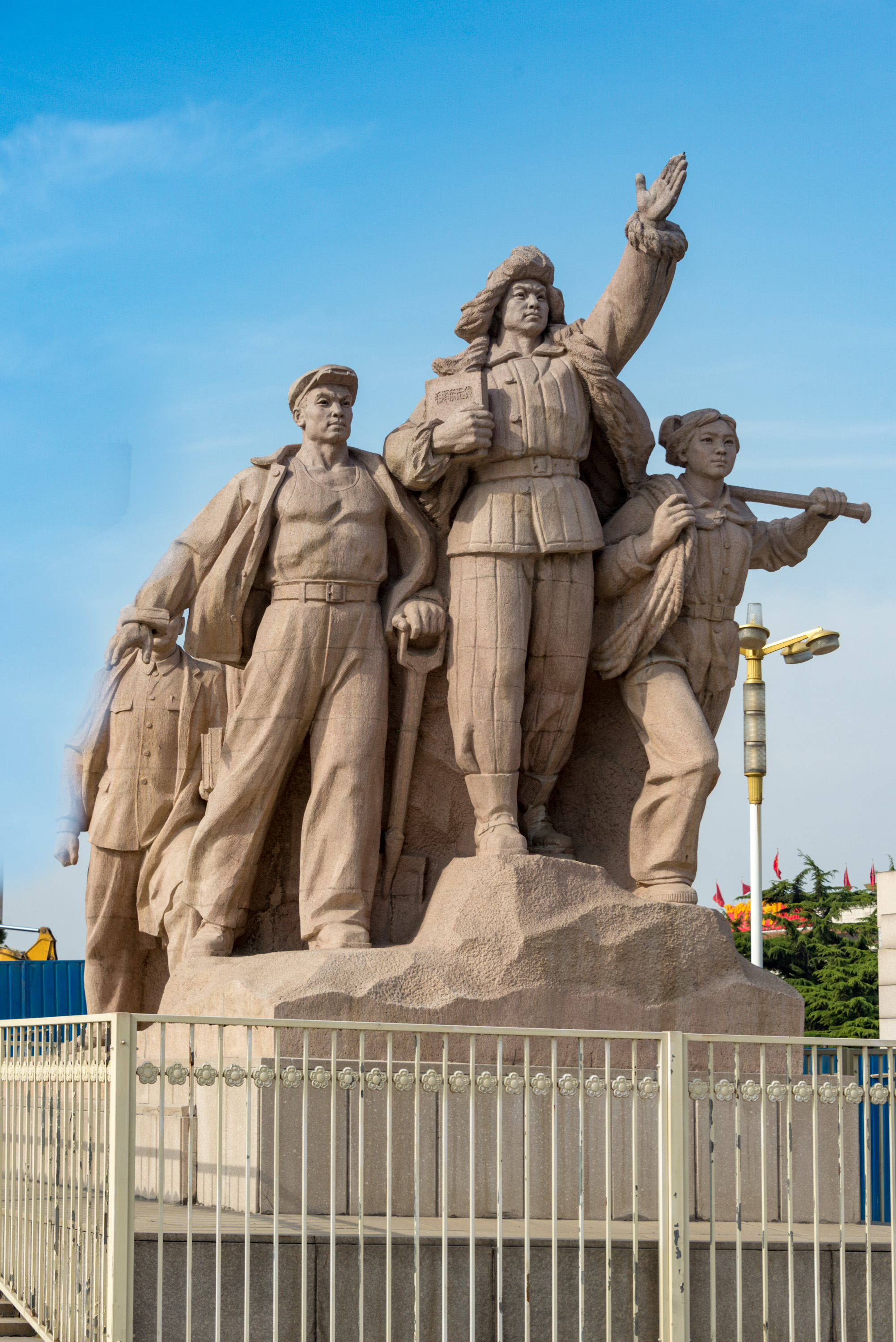
南门东侧雕塑
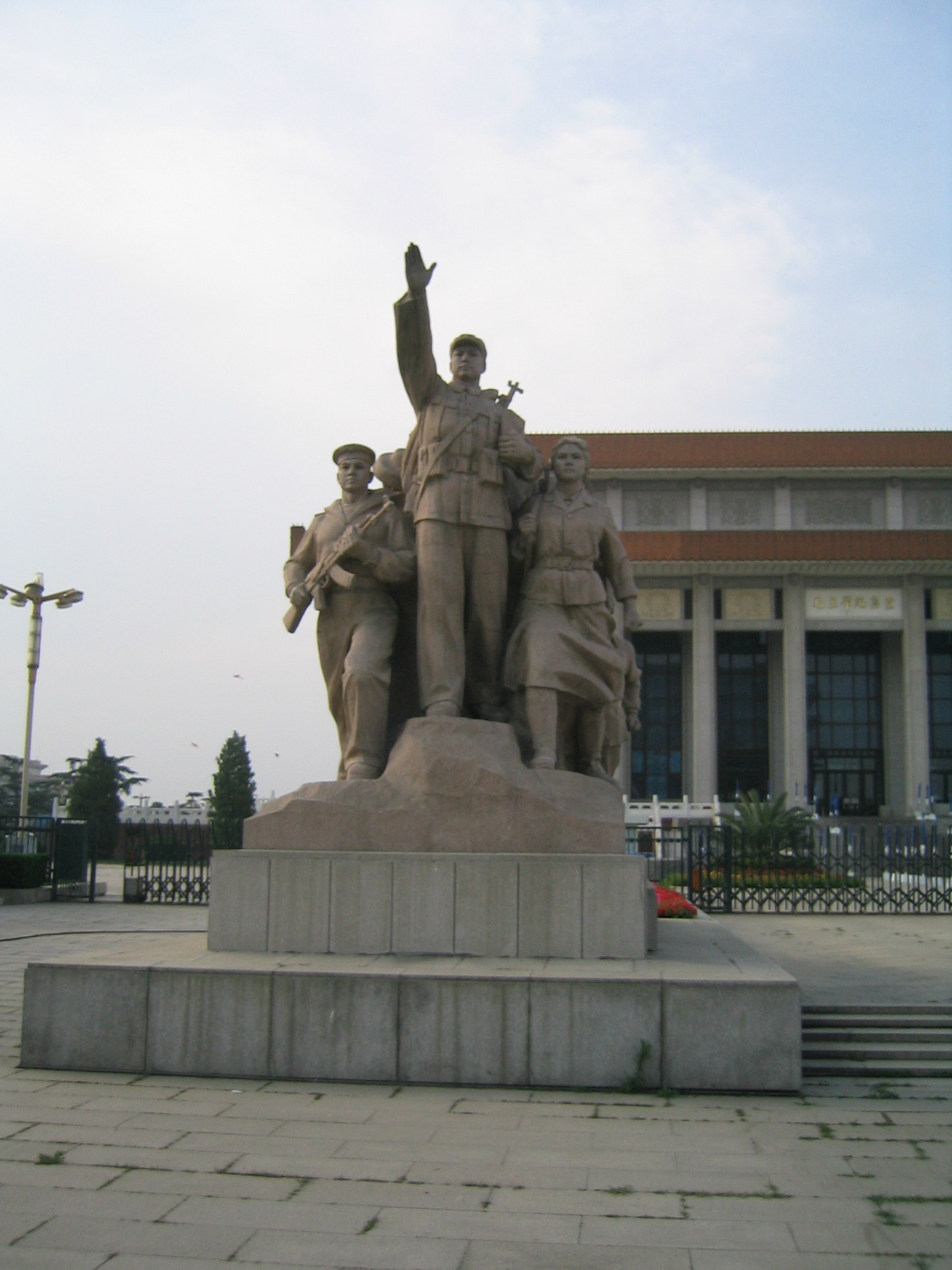
南门西侧雕塑

## 瞻仰
直至今日，毛主席纪念馆仍然是北京的热门旅行目的地之一，经常有外国政要和中国的党政军官员不定期前往参观瞻仰。时任古巴领导人菲德尔·卡斯特罗、委内瑞拉总统尼古拉斯·马杜罗等外国元首在对中国进行国事访问期间均亲临拜访了纪念馆。
2019年9月29日，中共中央总书记习近平与其他政治局委员等人参观了毛主席纪念堂并瞻仰了毛泽东遗容。
2023年12月26日，中共中央总书记习近平与其他政治局委员等人参观了毛主席纪念堂并瞻仰了毛泽东遗容。
参与纪念馆建设的设计师之一徐静后来在《伟人安息的地方》一书中记录了纪念馆规划建设的整个过程，并列出了一些重要人物参观的情况。

## 开放时间
毛主席纪念堂现在于全年每周二至周日的上午8:00至12:00期间对公众开放，其中7月1日至8月31日改为上午7:00至11:00，9月9日（毛泽东忌日）和12月26日（毛泽东生日）期间开放时间则为上午的8:00至11:30以及下午的14:00至16:00许。此外，在法定节假日、有关纪念日以及天安门广场有特殊活动的情况下将会另行通知。

## 延伸阅读
- 毛主席纪念堂规划设计专辑，建筑学报1977年第9期
- 袁镜身，回顾毛主席纪念堂的设计过程，1985年
- 高亦兰，毛主席纪念堂设计过程总结，清华大学建筑学院建筑史论文集（第一辑），2003年